# Carrizo Springs
Pour les articles homonymes, voir Carrizo Springs (homonymie).
La ville de Carrizo Springs est le siège du comté de Dimmit, dans l’État du Texas, aux États-Unis. Lors du recensement de 2000, elle comptait 5 655 habitants.

## Source
- (en) Cet article est partiellement ou en totalité issu de l’article de Wikipédia en anglais intitulé « Carrizo Springs, Texas » (voir la liste des auteurs).